# Salomon Peter Carlebach
Pour les articles homonymes, voir Carlebach.
Salomon Peter Carlebach, dit Shlomo Carlebach (à ne pas confondre avec son cousin le chanteur et compositeur Shlomo Carlebach), né le 17 août 1925 à Hambourg, en Allemagne et mort le 21 juillet 2022, à Lakewood, New Jersey, est un rabbin orthodoxe américain d'origine allemande, fils du dernier grand-rabbin de Hambourg, le rabbin Joseph Carlebach. C'est un survivant de la Shoah. Il est un disciple proche du rabbin Yitzchok Hutner. Sa fille Elisheva Carlebach est professeur d'histoire juive à l'Université Columbia.

## Biographie
Salomon Peter Carlebach (dit Shlomo Carlebach) est né le 17 août 1925 à Hambourg, en Allemagne. Il est le fils de Joseph Hirsch (Tzvi) Carlebach (30 janvier 1883, Lübeck, Schleswig-Holstein, Allemagne-26 mars 1942, forêt de Biķerniecki, près de Riga), un rabbin orthodoxe allemand, rabbin de Lübeck (1919–1922), Altona (1927–1936) et de Hamburg (1936–1941), qui meurt victime de la Shoah. Sa mère est Charlotte (Lotte) Elisheva Chana Carlebach (Preuss), née le 16 juillet 1900 à Berlin (Allemagne). Elle est la fille du Dr. Julius Preuss (5 septembre 1861-Groß Schönebeck, Schorfheide, Brandenburg, Allemagne-23 septembre 1913, Berlin) et de Martha Rachel Preuss (Halberstadt) (18 février 1876, Hambourg-21 mai 1960, Jérusalem, Israël).
Joseph Carlebac a 18 ans de plus que Lotte Preuss, lorsqu'il l'épouse. Elle a alors 18 ans, orpheline de son père.
Salomon Peter Carlebach fait partie d'une fratrie de 9 enfants : Eva Chava Shulamis Shulamit Heinemann (15 novembre 1919, Hambourg-1966, Jérusalem, Israël), Esther Helene Hackenbrock (23 novembre 1920, Lübeck-), Julius Yitzchak Buli Carlebach (28 décembre 1922, Altona, aujourd'hui Hambourg, Allemagne-16 avril 2001, Brighton, Royaume-Uni) et Judith Yehudis Heymann (1924, Altona, aujourd'hui Hambourg, Allemagne-1970, Cardiff, Pays-de-Galles, Royaume-Uni), Ruth Carlebach, Noemi Carlebach et Sara Carlebach.

### Arrestations et déportations
Lotte Carlebach réussit à envoyer au Royaume-Uni ses enfants les plus âgés, ils survivent ainsi à la Shoah. 
En décembre 1941, Joseph Carlebach, son épouse, ses quatre plus jeunes enfants et environ 800 Juifs de Hambourg sont déportés.
Joseph Carlebach, Lotte Carlbach, Ruth Carlebach (15 ans), Noemi Carlebach (14 ans) et Sara Carlebach sont fusillés le 26 mars 1942 au camp de concentration Jungfernhof/Jumpravmuiža près de Riga.
Leur fils Salomon (Shlomo) Carlebach  (il porte le même prénom que son cousin le chanteur-compositeur et rabbin Shlomo Carlebach) survit à 9 camps de concentration et devient le mashgiach ruchani (directeur spirituel) des étudiants de la Yechiva Rabbi Chaim Berlin de Brooklyn, à New York, après la guerre.
Leur fils, le rabbin Julius Carlebach, arrive d'Allemagne au Royaume-Uni, à l'âge de 16 ans. Il meurt à Brighton, le 17 avril 2001, à l'âge de 79 ans.

### Décès
Salomon Peter Carlebach est mort le 21 juillet 2022, à Lakewood, New Jersey. Il est enterré au cimetière de Har HaMenouhot, à Jérusalem.

## Œuvres
- (he) maskil leshlomo al shivte Yeshurun. 1986